# 観音寺駅 (愛知県)
観音寺駅（かんのんじえき）は、愛知県一宮市観音寺にある、名古屋鉄道尾西線の駅である。駅番号はBS12。
終日無人駅だが、平日朝の一宮行きのホームは大勢の人で混雑する 。加えて終点の一駅前ということから、車内も人波で埋まるため乗客の安全確認を目的に係員が配置される場合もある。当駅から一宮方面は高架化されており、反対側も高架化が予定されている（詳細は苅安賀駅#高架計画を参照）。当駅は高架化されず地上駅のまま残り、苅安賀駅から交換設備が移設される予定である。

## 歴史
当駅付近にあった観音寺（現在は廃寺）の住職が駅の設置を働きかけたことにより開業に至った。
- 1928年（昭和3年）8月15日 - 開業。
- 1944年（昭和19年） - 営業休止[2]。
- 1950年（昭和25年）7月22日 - 復活。復活時より無人駅[2]。
- 1966年（昭和41年）6月1日 - 駅名の読みを「かんおんじ」から「かんのんじ」に変更。
- 2007年（平成19年）12月14日 - トランパス導入[3]。
- 2011年（平成23年）2月11日 - ICカードmanaca導入。
- 2012年（平成24年）2月29日 - トランパス供用終了。
- 2024年（令和6年）
  - 10月25日 - 南側の旧駅舎・旧ホーム使用終了。
  - 10月26日 - 北側の新駅舎・新ホーム供用開始[4]。

旧駅舎時代の観音寺駅
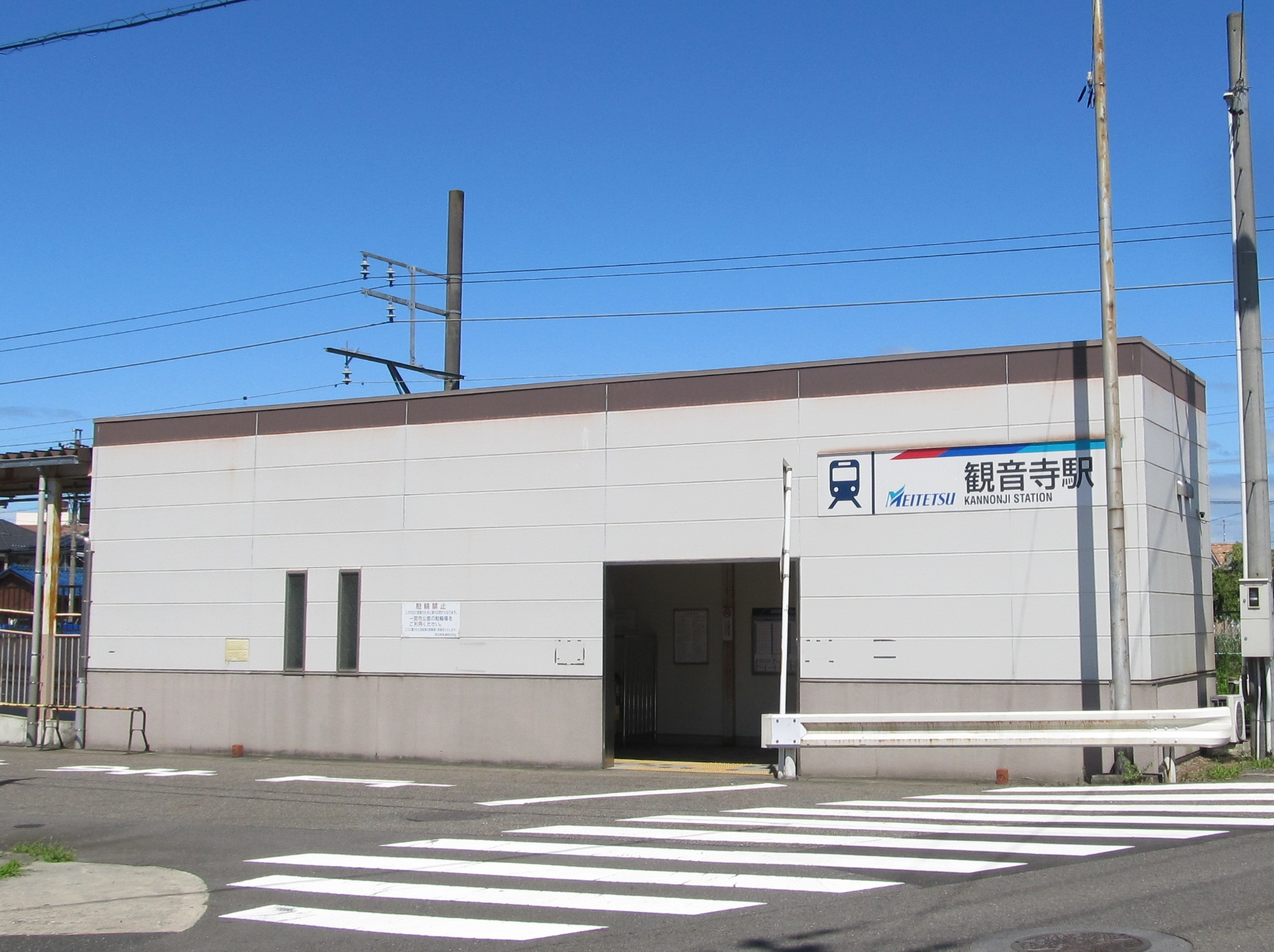
駅舎
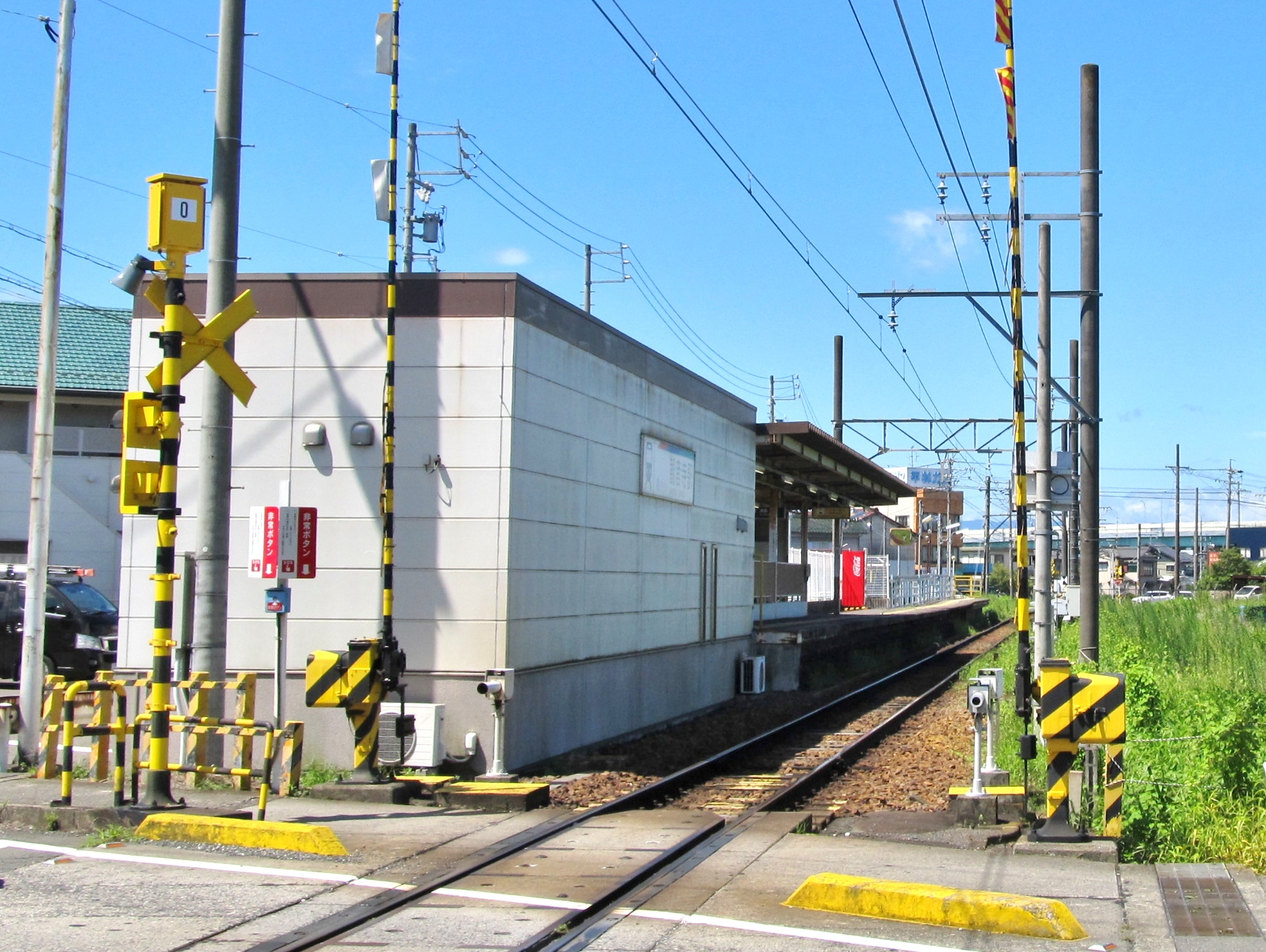
ホーム
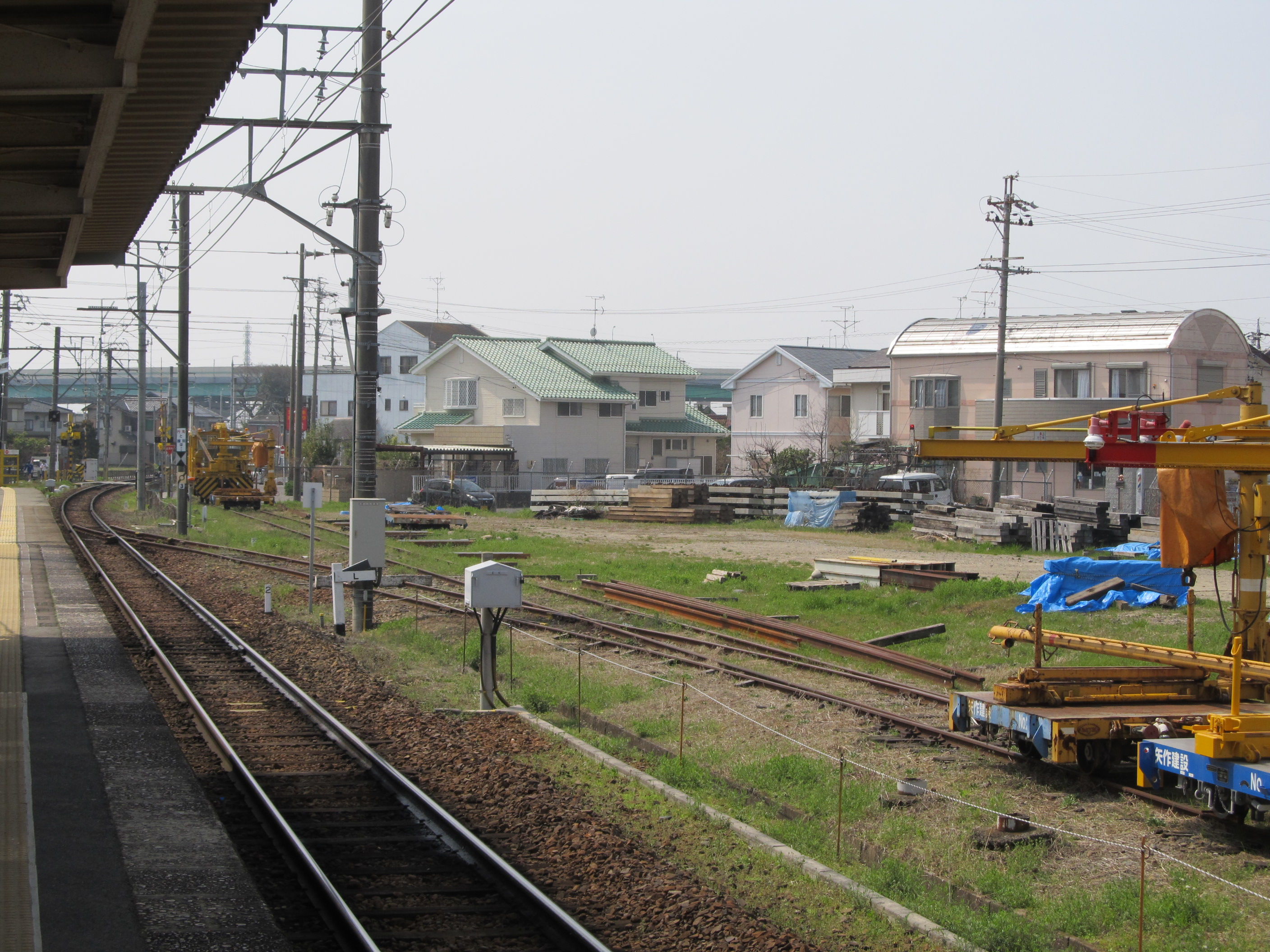
矢作建設留置線

## 駅構造
単式ホーム1面1線を持つ地上駅。2007年まで駅舎はなかったが、自動改札機・券売機・精算機を備えた南側の旧駅舎が2024年10月25日まで使用されていた。翌10月26日に北側の新駅舎に移転し、ホームも北側に移った。しばらくは旧駅舎・旧ホームは閉鎖された状態で残されている。また、新駅舎・新ホーム整備に合わせて、駅前にロータリーと駐輪場が新たに設置された。
| 路線                        | 方向 | 行先         | 備考                                         |
| --------------------------- | ---- | ------------ | -------------------------------------------- |
| BS 尾西線（名鉄一宮〜津島） | 下り | 名鉄一宮ゆき | 終日名鉄一宮ゆき                             |
| BS 尾西線（名鉄一宮〜津島） | 上り | 津島方面     | 津島経由須ヶ口・名古屋方面の列車は平日朝のみ |

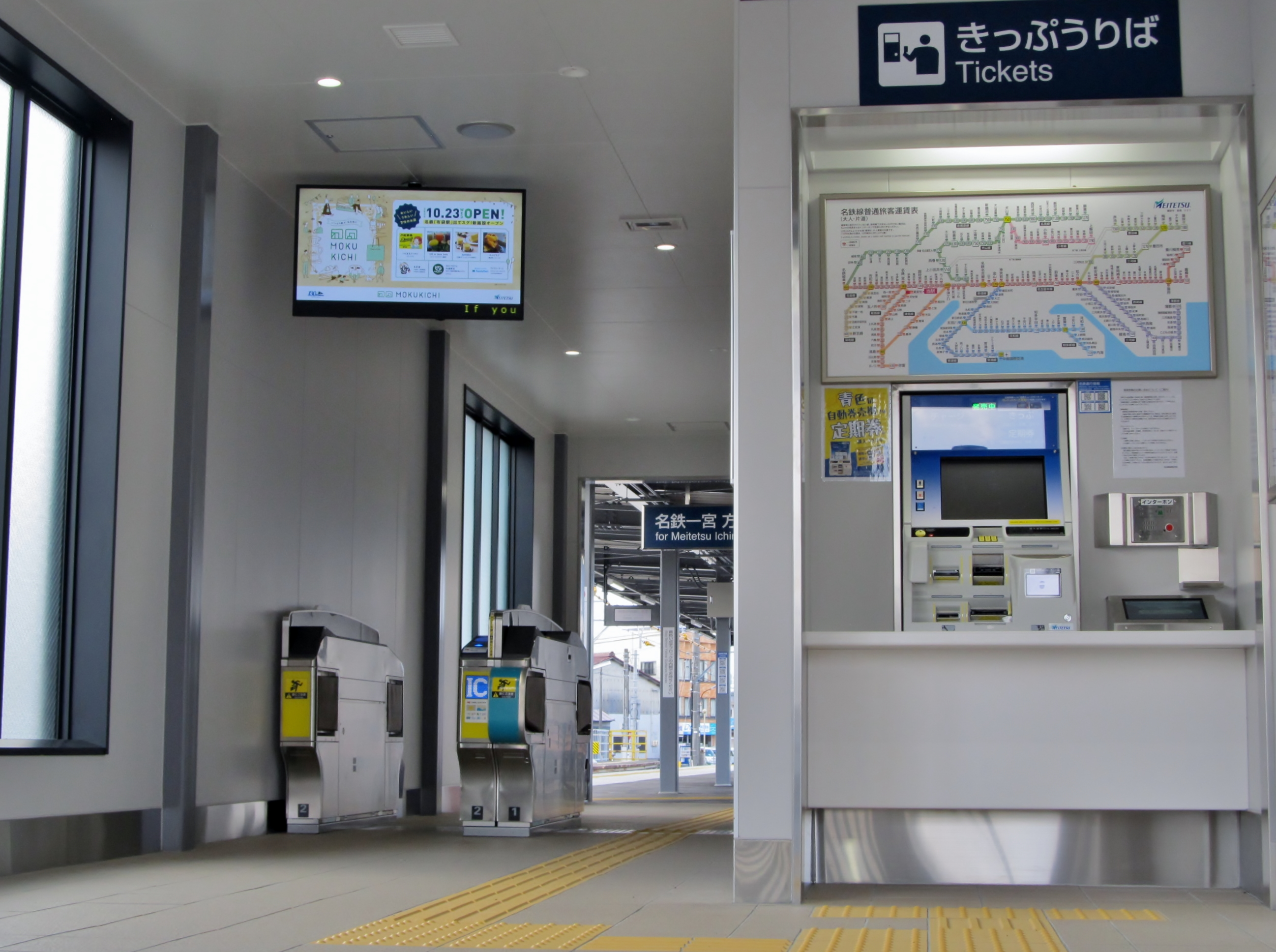
改札口
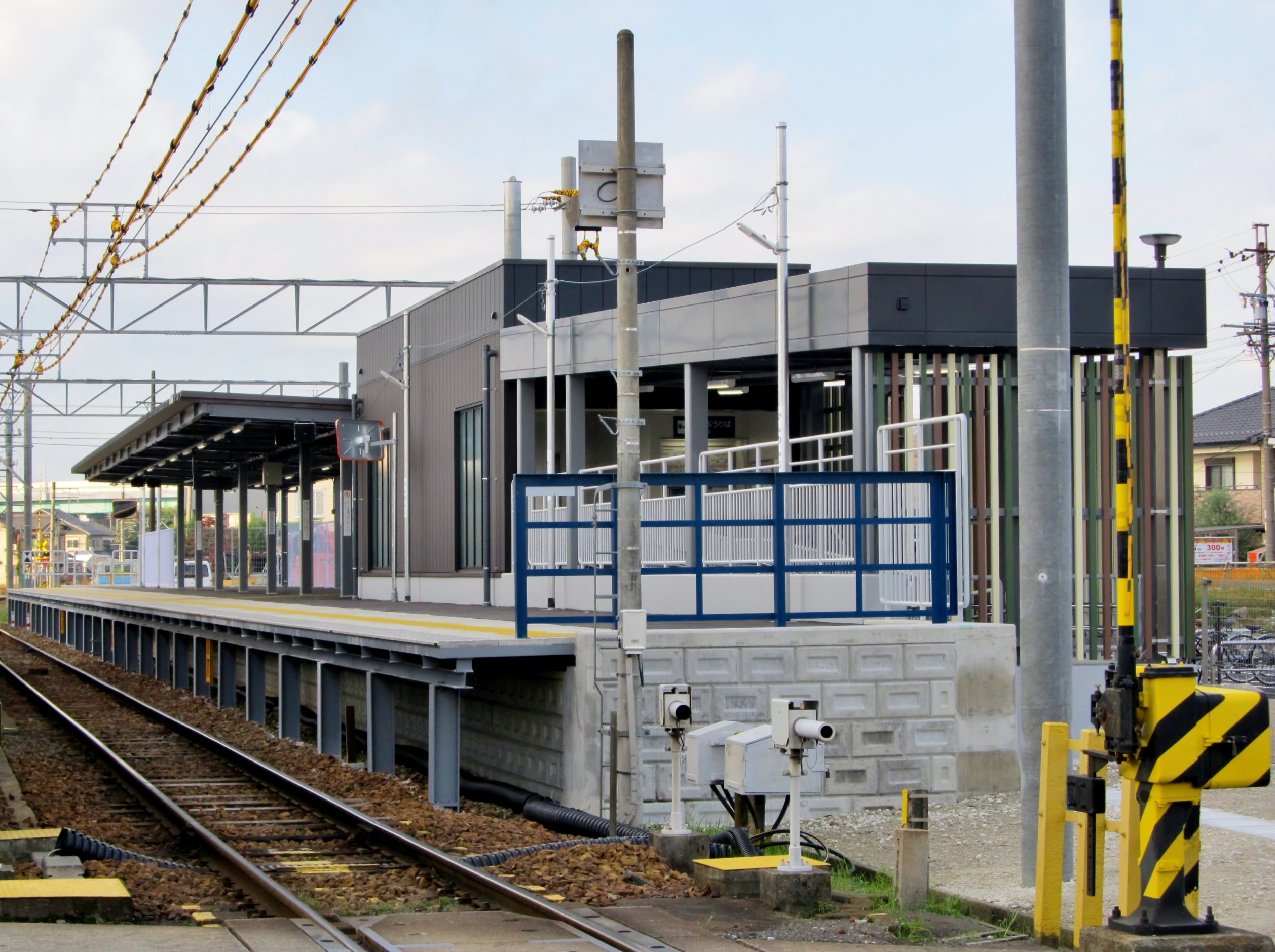
ホーム
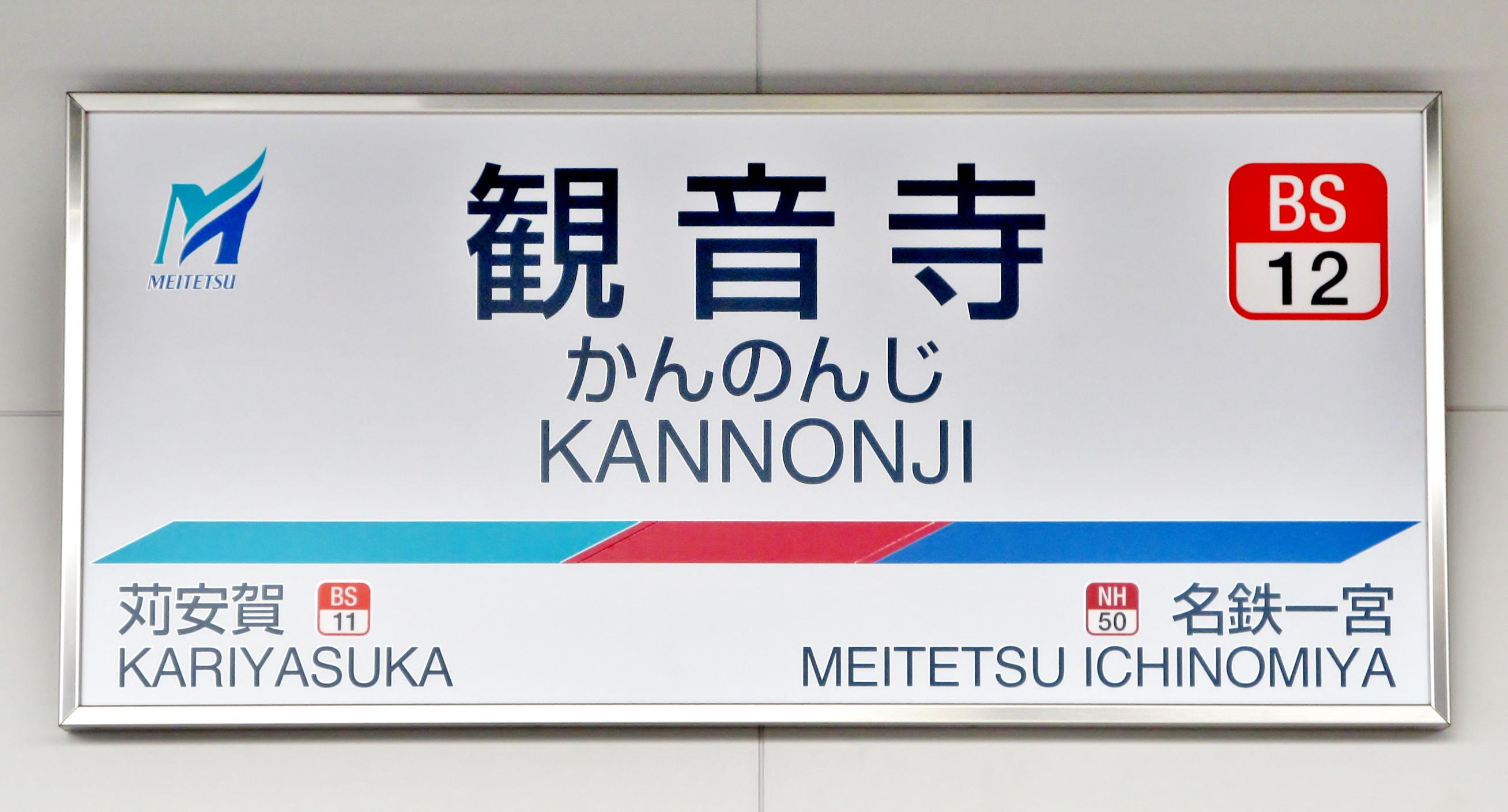
駅名標

## 利用状況
- 「移動等円滑化取組報告書」によると、2020年度の1日平均乗降人員は1,442人であった[7]。
- 『名鉄120年：近20年のあゆみ』によると2013年度当時の1日平均乗降人員は1,567人であり、この値は名鉄全駅（275駅）中193位、尾西線（22駅）中10位であった[8]。
- 『名古屋鉄道百年史』によると1992年度当時の1日平均乗降人員は896人であり、この値は岐阜市内線均一運賃区間内各駅（岐阜市内線・田神線・美濃町線徹明町駅 - 琴塚駅間）を除く名鉄全駅（342駅）中233位、尾西線（23駅）中16位であった[9]。
- 『愛知統計年鑑』によると1日平均の乗車人員は2010年度701人である。

利用者は増加傾向にある。多くは森上・津島方面ではなく名鉄一宮駅へ向かう。

## 駅周辺
- 野田塾一宮西校
- 一宮市立大和中学校
- 国道155号
- 名神高速道路・東海北陸自動車道
  - 一宮ジャンクション
- 東海北陸自動車道
  - 一宮西インターチェンジ
  - 一宮稲沢北インターチェンジ

## 隣の駅
名古屋鉄道
BS 尾西線（名鉄一宮〜津島） 
苅安賀駅（BS11） - 観音寺駅（BS12） - 名鉄一宮駅（NH50）